# Loxodroma

Příklad loxodromy na povrchu Země

Loxodroma je křivka na referenční ploše (např. na sférickém povrchu Země), která protíná všechny poledníky pod stejným úhlem.
V úhlojevných mapách Země v Mercatorově zobrazení mají loxodromy charakter přímek. Mapu světa, sestrojenou v tomto zobrazení, uveřejnil v roce 1569 Gerhard Mercator (1512–1594). Název „loxodroma“ pochází od nizozemského učence Willebrorda Snellia (1581–1626).
Přestože loxodroma není nejkratší spojnicí dvou míst na referenční ploše, byly loxodromické cesty v minulosti využívány při námořní plavbě. Pro svou jednoduchost jsou loxodromické cesty používány i dnes v námořní a v letecké navigaci. Loxodromická cesta se shoduje s ortodromickou pouze ve směru po polednících a ve směru po rovníku. V tom případě je loxodroma nejkratší spojnicí dvou míst na referenční ploše. Do vzdálenosti 800–1000 km je rozdíl mezi loxodromou a ortodromou zanedbatelný.
V dnešní době díky rozvoji moderní navigační techniky (GPS apod.) význam loxodromy klesá.

## Matematický popis
Budeme uvažovat dva body na sféře poloměru {\displaystyle R}, jejichž poloha je udána ve sférických souřadnicích. Našim cílem bude najít azimut loxodromy (ten je dle definice pro celou křivku stejný) a délku této křivky. Sférické souřadnice označme {\displaystyle \vartheta } a {\displaystyle \varphi }, přičemž první z nich je zeměpisná šířka, druhá délka. Rovníku tedy odpovídá {\displaystyle \vartheta =0}.

### Odvození azimutu
Je zřejmé, že délka malého elementu ve směru jih-sever je {\displaystyle R\,{\mathrm {d} }\vartheta }, zatím co ve směru západ-východ {\displaystyle R\cos \vartheta \,{\mathrm {d} }\varphi }. Azimut (úhel vůči severu) {\displaystyle \alpha } je pak tedy dán takto:
{\displaystyle \operatorname {tg} \,\alpha ={\frac {R\cos \vartheta \,{\mathrm {d} }\varphi }{R\,{\mathrm {d} }\vartheta }}}
Tento vztah upravíme na tvar vhodný k integraci
{\displaystyle {\mathrm {d} }\varphi ={\frac {\operatorname {tg} \,\alpha }{\cos \vartheta }}\,{\mathrm {d} }\vartheta }.
Přitom dle definice loxodromy je {\displaystyle \alpha } konstantní. Integrováním od {\displaystyle \vartheta _{1}} do {\displaystyle \vartheta _{2}} získáme změnu {\displaystyle \varphi } mezi těmito body. Přitom předpokládáme, že {\displaystyle \vartheta _{1}\neq \vartheta _{2}}.
{\displaystyle \varphi _{2}-\varphi _{1}=\operatorname {tg} \,\alpha (\operatorname {arctgh} \,\sin \vartheta _{2}-\operatorname {arctgh} \,\sin \vartheta _{1})}
Byl tedy získán vztah pro azimut loxodromy:
{\displaystyle \operatorname {tg} \,\alpha ={\frac {\varphi _{2}-\varphi _{1}}{\operatorname {arctgh} \,\sin \vartheta _{2}-\operatorname {arctgh} \,\sin \vartheta _{1}}}}
Poznamenejme, že transformační vztahy pro Mercatorovo zobrazení jsou:
{\displaystyle x=R\,\varphi }
{\displaystyle y=R\,\operatorname {arctgh} \,\sin \vartheta }
Spojíme-li na mapě dva body pravítkem, pak zřejmě jejich spojnice má na mapě azimut
{\displaystyle \operatorname {tg} \,\alpha ={\frac {x_{2}-x_{1}}{y_{2}-y_{1}}}},
což je přesně stejná hodnota, jaká byla odvozena předchozím výpočtem. Loxodromy jsou tedy opravdu na mapách s touto projekcí přímky. Můžeme uvažovat i obráceně a předchozí výpočet považovat za odvození Mercatorovy projekce, tedy projekce, kde jsou loxodromy přímky.

### Délka loxodromy
Nyní ještě určíme její délku. Vyjdeme přitom z Pythagorovy věty, kterou určíme délku výsledného elementu dráhy, když došlo k pohybu jak ve směru jih-sever, tak západ-východ.
{\displaystyle {\mathrm {d} }s=R{\sqrt {{\mathrm {d} }\vartheta ^{2}+\cos ^{2}\vartheta {\mathrm {d} }\varphi ^{2}}}}
Dosadíme-li za {\displaystyle \cos \vartheta \,{\mathrm {d} }\varphi } z předem odvozeného vztahu pro azimut, dostaneme:
{\displaystyle {\mathrm {d} }s=R{\sqrt {{\mathrm {d} }\vartheta ^{2}+\tan ^{2}\alpha \,{\mathrm {d} }\vartheta ^{2}}}=R{\frac {|{\mathrm {d} }\vartheta |}{|\cos \alpha |}}}
Integrace je tedy triviální. Délka loxodromy je
{\displaystyle s=R{\frac {|\vartheta _{2}-\vartheta _{1}|}{|\cos \alpha |}}},
kde za azimut {\displaystyle \alpha } dosadíme z předem odvozeného vztahu